# Rhynchospora torresiana
Rhynchospora torresiana là loài thực vật có hoa trong họ Cói. Loài này được Britton & Standl. miêu tả khoa học đầu tiên năm 1925.